# Макросемья
Макросемья́ — структурная единица в лингвистике, включающая в себя несколько семей языков. Объединения нескольких семей в одну большую макросемью обычно основывается лишь на гипотезах, и поэтому воспринимается многими лингвистами неоднозначно; исходя из этого, говоря о какой-либо макросемье, например как ностратическая или сино-кавказская, следует помнить, что термин «макросемья» в этом случае означает лишь возможную связь между входящими в неё группами языков.

## Некоторые предлагаемые гиперсемьи и т. д.
Борейская гиперсемья
- афразийская макросемья
- ностратическая макросемья
- сино-кавказская макросемья
- аустрическая макросемья
- америндская макросемья

Нигеро-сахарская гиперсемья
- нигеро-конголезские языки
- нило-сахарские языки

Койсанские языки
- Хадза
- Макрокойсанские «пост-хадза»
  - Сандаве-кхой-квади
    - Сандаве
    - Кхой-квади
      - Квади
      - Центральнокойсанские (= кхой)
        - Кхойкхой
        - Калахари-кхой

  - Периферийно-койсанские
    - Южнокойсанские (= !кви-таа ~ туу)
      - !Кви
      - Таа

    - Жуцъоан
      - Западный ǂхоан
      - Севернокойсанские (= жу)

Индо-тихоокеанские языки
- андаманские языки
- папуасские языки
- тасманийские языки

Наиболее крупные языковые ветви на карте мира

- изоляты Индии: кусунда, нихали (?)

Австралийские языки (29 семей языков Австралии)
- Нюлнюльская семья (Nyulnyulan) (8 языков в двух ветвях) [признаётся Диксоном под названием «Fitzroy River»]
- Ворорская (Wororan) (7-12 языков в трёх ветвях) [Диксон считает ареальной группировкой (North Kimberley areal group), состоящей из трёх независимых семей: Worrora, Ungarinjin и Wunambal]
- Пунупская (Bunuban) (2 языка в двух ветвях) [признаётся Диксоном под названием «South Kimberley»]
- Тярракская (Jarrakan/Djeragan) (3-5 языков в двух ветвях) [признаётся Диксоном под названием Kitja/Miriwung]
- Йиррамская (тяминтюнгская; Yirram; 2-4 языков) [Диксон включает в миндийскую семью как West Mindi]
- Дейлийская (Daly; 11-19 языков в пяти ветвях) [Диксон считает ареальной группировкой, состоящей из 5 независимых семей]
- Тиви (Tiwi; общепризнанный изолят)
- Ларакия (Laragiya; изолят, ранее объединялся с вулна)
- Лимилнганская (Limilngan; 2 языка: вулна и лимилнган)
- Нгунпуть (Ngunbudj/ Gundudj; неклассифицированный, иногда включают в умбукарлскую семью)
- Нгатук (Ngarduk; неклассифицированный)
- Какутю (Gaagudju / Kakadu; изолят, возможно входит в арнемлендскую макросемью, ранее объединялся с кунвинькускими языками)
- Умпукала (Umbugarla; изолят, возможно входит в арнемлендскую макросемью или умбукарлскую семью)
- Нгурмпур (Ngurmbur; возможно входит в макро-пама-ньюнгскую макросемью)
- Пукунитя (Bugunidja; неклассифицированный, иногда включают в умбукарлскую семью)
- Кунтьейми (Kundjey’mi; неклассифицированный)
- Киимпиюская (мангерская; Giimbiyu; 3 языка; возможно входит в арнемлендскую макросемью)
- Иватьянская (от 4 до 8 языков в 4 ветвях; возможно входит в арнемлендскую макросемью) [единство семьи ставится под сомнение Диксоном (у него North-West Arnhem Land), делящим её на 4 группы]
- Бураррская (Burarran; 4 языка; возможно входит в арнемлендскую макросемью, ранее объединялись с кунвинькускими языками) [признаётся Диксоном под названием «Maningrida»]
- Кунвинькуская (Gunwinyguan; 15-17 языков в 6 ветвях; возможно входит в макро-пама-ньюнгскую макросемью) [Диксон считает ареальной группировкой (Arnhem Land group), включающей много групп]
- Энинтильяква (Enindhilyagwa /Andilyaugwa; изолят; иногда включается в кунвинькускую семью)
- Западнобарклийская (3 языка; включается Диксоном в миндийскую семью как East Mindi)
- Каравская (Garawan; 1-2 языка; входит в пама-ньюнгско-танкийскую надсемью) [признаётся Диксоном]
- Танкийская (Tankic; 4 языка; входит в пама-ньюнгско-танкийскую надсемью) [признаётся Диксоном]
- Минкин — неклассифицированный язык, возможно относится к иватьянским или танкийским языкам. Собственно пама-ньюнгская семья (около 175 языков в 14 ветвях) [единство отвергается Диксоном]
- Крупнейшими языковыми ветвями в пама-ньюнгской семье являются паманские языки и юго-западные языки Австралии — 43 и 52 отдельных языка соответственно.  Недавно предложенные надсемьи и макросемьи:
- Миндийская (Mirndi) — предложена Диксоном, включает йиррамские (West Mindi) и западнобарклийские языки (East Mindi)
- Арнемлендская макросемья (Arnhem Land macrofamily) — предложена Н. Ивансом, включает бураррскую, иватьянскую, киимпиюскую семьи и изоляты какутю и умбукарла (не путать с «Arnhem Land group» Диксона, которая соответствует кунвинькуской и бураррской семьям и изолятам какутю и энинтильяква)
- Макро-пама-ньюнгская макросемья — также предложена Н.Ивансом, включает:
- кунвинькуская семья
- нгурмпур — под вопросом
- пама-ньюнгско-танкийская надсемья:
  - танкийская семья
  - каравская семья
  - пама-ньюнгская семья